# Setzelsdorf
Setzelsdorf  ist ein Gemeindeteil der oberfränkischen Stadt Seßlach im Landkreis Coburg.

## Geographie
Setzelsdorf liegt etwa 15 Kilometer südwestlich von Coburg an der Alster, einem rechten Zufluss der Itz. Die Kreisstraße CO 6 von Heilgersdorf nach Memmelsdorf in Unterfranken führt durch den Ort.

## Geschichte
Die Erstnennung des Ortes war 1303/13 als „Setzelndorf“ in einer Urkunde, die „Wolflinus von Stein“ als Besitzer des Zehnten erwähnt.
Spätere Grundherren waren die Freiherren von Lichtenstein. Der Dreißigjährige Krieg führte zu Zerstörungen und Flucht der Einwohner. Im 18. Jahrhundert gab es in dem Dorf zehn Siedlerstellen.
Setzelsdorf gehörte zum Hochstift Würzburg, das 1803 säkularisiert und zum größten Teil dem Kurfürstentum Bayern zugeschlagen wurde. Von Dezember 1806 bis 1814 gehörte Setzelsdorf zum Großherzogtum Würzburg. Im Jahr 1818 wurde Setzelsdorf Teil der politischen Gemeinde Heilgersdorf, wobei die Gemeinderechte unberührt blieben. 1840 gab es 11 Häuser, in denen 10 Familien wohnten. Seit 1862 gehörte die Gemeinde Heilgersdorf mitsamt Setzelsdorf zum neu geschaffenen bayerischen Bezirksamt Ebern. 1875 zählte Setzelsdorf 51 Einwohner und 36 Gebäude. Die Kinder gingen in Memmelsdorf zur Schule.
Am 1. Oktober 1913 wurde Setzelsdorf mit der Bahnstrecke Breitengüßbach–Dietersdorf an das Eisenbahnnetz angeschlossen. Der Personenverkehr wurde am 28. September 1975 eingestellt, am 27. September 1981 erfolgte die Gesamtstilllegung.
1925 hatte Setzelsdorf 56 Einwohner und 10 Wohnhäuser.
Nach der Einführung der neuen Gemeindeordnung im Deutschen Reich am 1. April 1935 wurde Setzelsdorf gegen den Willen der Einwohner in Heilgersdorf eingemeindet.
Am 1. Juli 1972 wurde der unterfränkische Landkreis Ebern aufgelöst. Seitdem gehört Setzelsdorf zum Landkreis Coburg. Im Zuge der bayerischen Gebietsreform verlor Heilgersdorf am 1. Mai 1978 seine Selbstständigkeit als Gemeinde. Setzelsdorf wurde ein Stadtteil von Seßlach.
Im Jahr 1987 hatte das Dorf 34 Einwohner und 11 Wohnhäuser mit 12 Wohnungen. Setzelsdorf gehört zum Kirchensprengel der evangelisch-lutherischen Pfarrkirche in Memmelsdorf.

## Einwohnerentwicklung
| Jahr | Einwohnerzahl |
| ---- | ------------- |
| 1875 | 0000051       |
| 1900 | 0000047       |
| 1925 | 0000056       |
| 1950 | 0000064       |
| 1970 | 0000053       |
| 1987 | 0000034       |
| 2015 | 0000036       |